# Immersatt
Immersatt war der Name der Posthalterei und eines Restaurants in der Gemeinde Nimmersatt in Ostpreußen (lit. Nemirseta). Diese lag im Kreis Memel in der Provinz Ostpreußen.

## Geschichte

Ansichtskarte mit der Grußinschrift: „Gruß aus Nimmersatt und Immersatt, wo das Deutsche Reich ein Ende hat“

Der Name Immersatt soll unter Friedrich Wilhelm III. entstanden sein. Dieser kehrte zum Posthalter Mellien von Nimmersatt ein, der den König bat: „Ich bin immer satt und bitte, meine Besitzung doch lieber so zu nennen.“ Friedrich Wilhelm III. genehmigte den Namen für die Posthalterei und das benachbarte Gartenrestaurant.
Immersatt war der südlichste Teil der Gemeinde Nimmersatt, wurde aber von Häusern aus Nimmersatt umschlossen.
Nimmersatt war im Deutschen Kaiserreich (1871–1918) die nördlichste Gemeinde des Landes. So entstand der Spruch „Gruß aus Nimmersatt und Immersatt, wo das Deutsche Reich ein Ende hat“.
Nach dem Ersten Weltkrieg kam Immersatt an Litauen und wurde schließlich nach Palanga (deutsch: Polangen) eingemeindet.